# Mychajłyn
Mychajłyn (ukr. Михайлин) – wieś na Ukrainie, w obwodzie winnickim, w rejonie chmielnickim, w hromadzie Samhorodok. W 2001 liczyła 640 mieszkańców, spośród których 625 wskazało jako ojczysty język ukraiński, 12 rosyjski, 1 białoruski, a 2 inny.